# Janez Lampič
Janez Lampič, född 27 september 1996, är en slovensk längdskidåkare som debuterade i världscupen den 16 januari 2016 i Planica, Slovenien. Hans äldre syster Anamarija Lampič tävlar också i längdskidåkning.